# Holda Zepeda Novelo

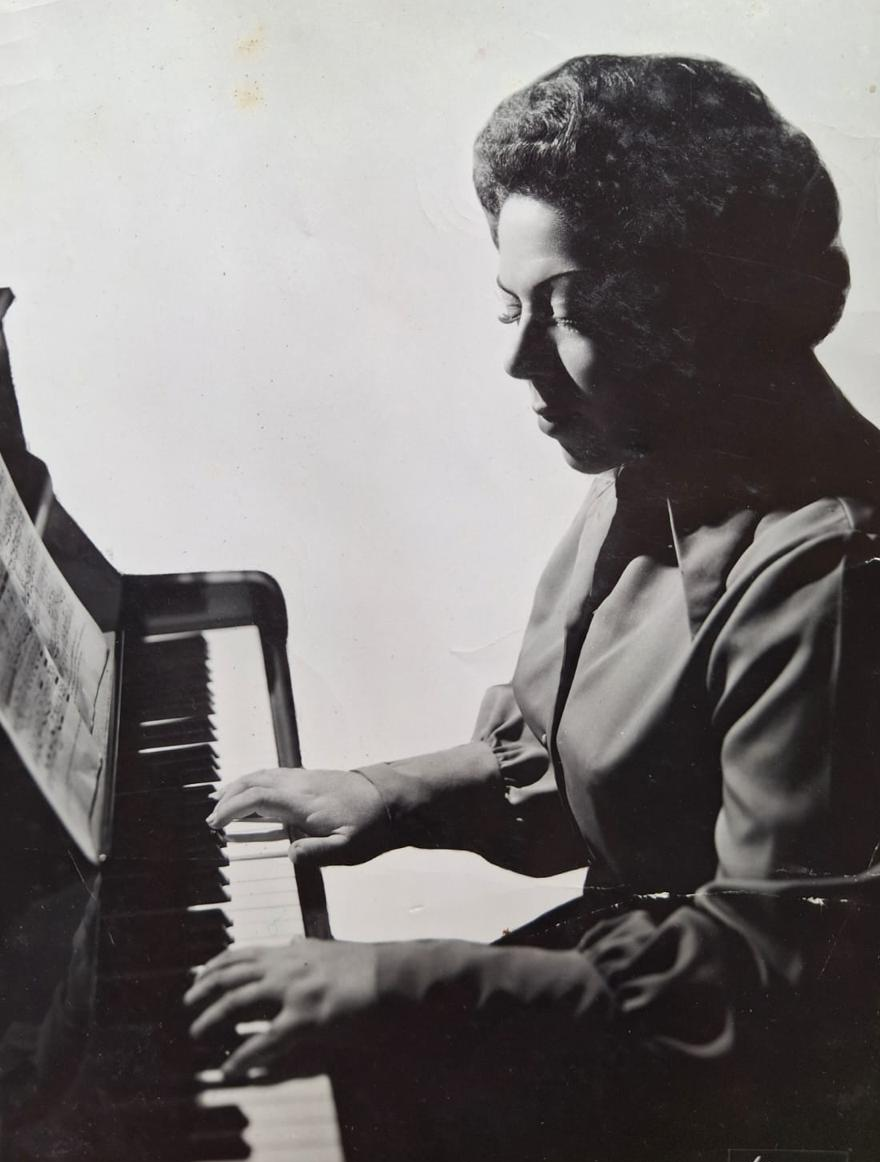
Holda Zepeda Novelo

Holda Zepeda Novelo (Ciudad de México,  4 de noviembre de 1924- 4 de septiembre de 1991) fue una pianista mexicana ganadora del Premio Universidad 1948 con el concierto de  MacDowell, que tocó como solista acompañada de la Orquesta Sinfónica de la Universidad Nacional de México.

## Biografía
Hija de la maestra y poetisa yucateca Holda Novelo Cuevas (Valladolid, Yucatán, México 1985 - Ciudad de México, 1972) y de Pedro José Zepeda (Puerto Cabezas, Nicaragua 1889 -Ciudad de México, 1951), doctor en ginecología con posgrado en La Sorbona, y Representante Plenipotenciario de Augusto César Sandino en México, ya que era nicaragüense. Fue la cuarta de nueve hermanos; en la familia Zepeda Novelo se respiró siempre un aire artístico y cultural.  Varios de sus hermanos tocaban guitarra y cantaban -entre ellos Rubén Zepeda Novelo-; Paloma, su única hermana, fue bailarina del Ballet Concierto, hoy Compañía Nacional de Danza de Bellas Artes. Su abuelo materno fue José Inés Novelo,  profesor, político, escritor y poeta (Valladolid, 1868 - Ciudad de México, 1956) y su bisabuelo fue José Jacinto Cuevas, compositor y músico yucateco (1821-1878), autor de la “Miscelánea yucateca”.

## Formación

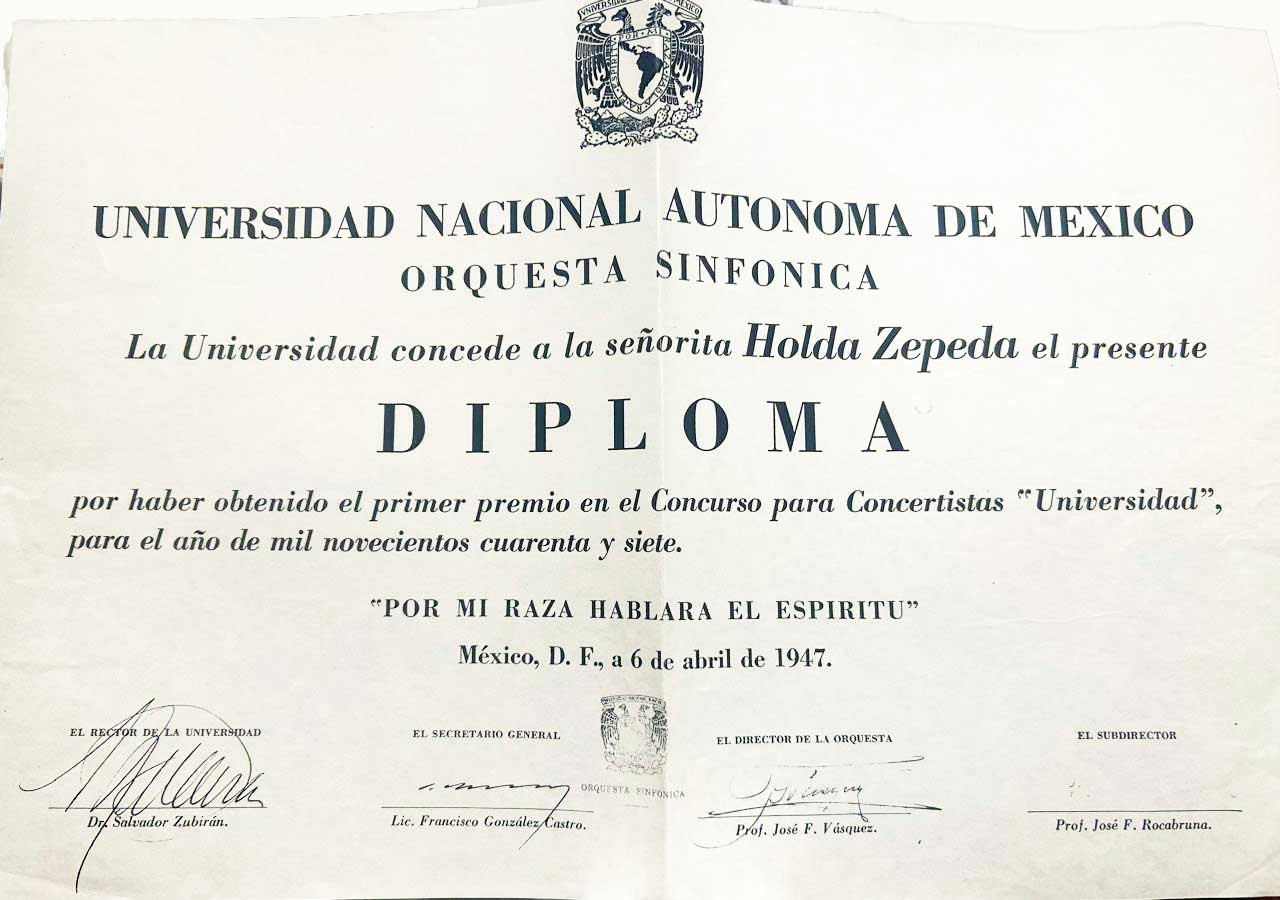
Diploma Orquesta Sinfónica-UNAM - 1947

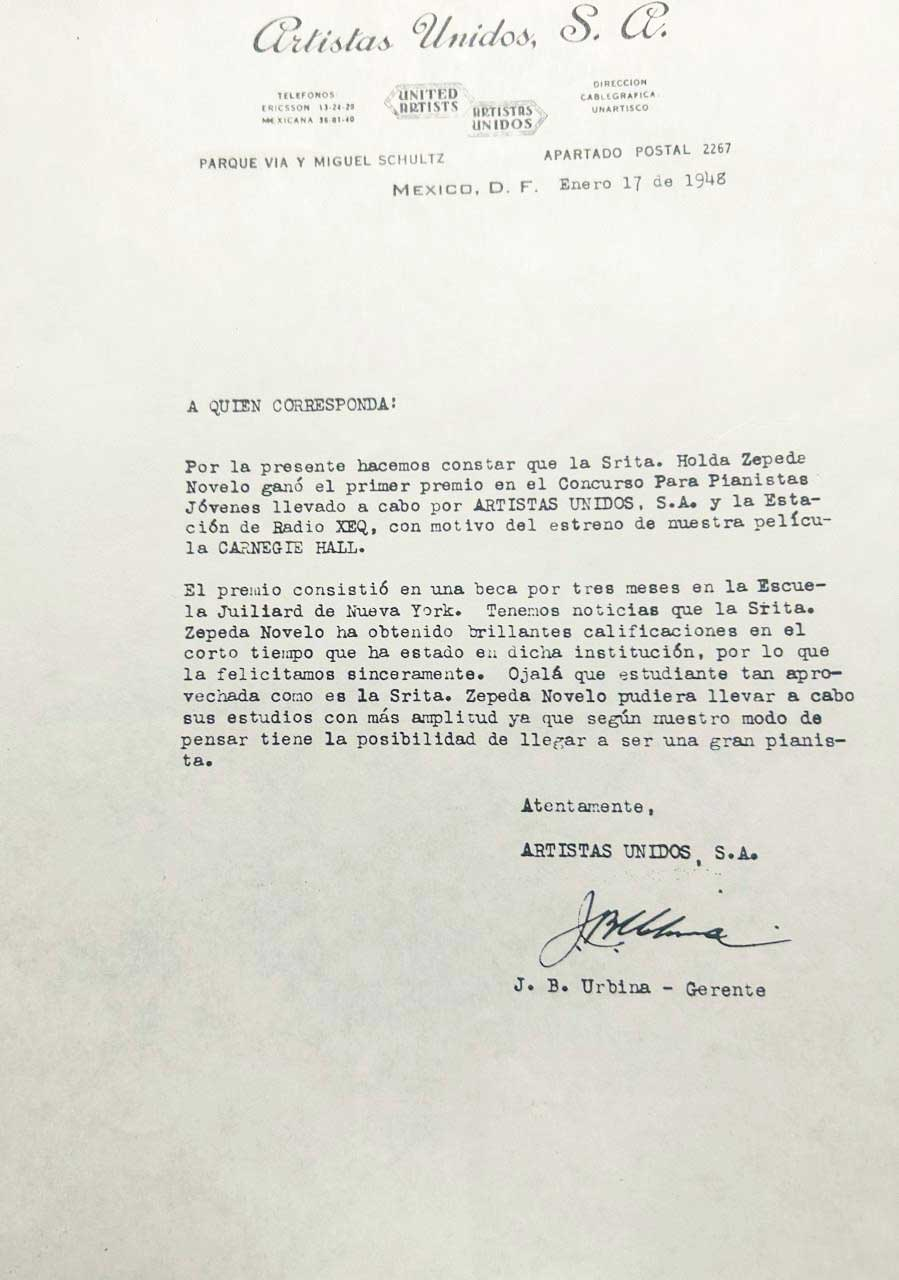
Constancia de ganadora de primer premio- Concurso para Pianistas Jóvenes - AUSA - XEQ - 1948

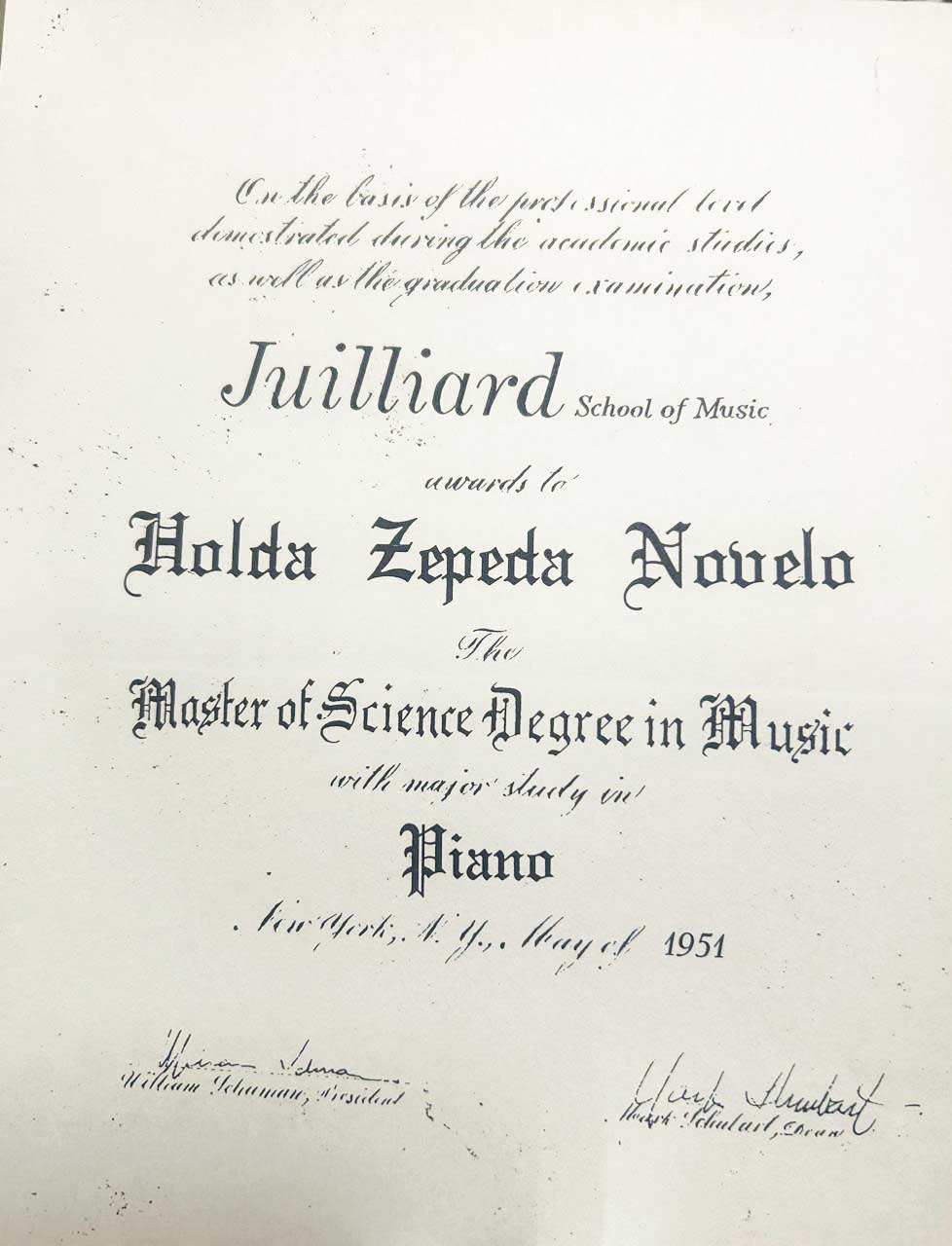

Se inició en el estudio de la música a muy temprana edad con el maestro Manuel Barajas.
En abril de 1947 obtuvo el primer premio en el Concurso para Concertistas “Universidad”, de la Universidad Nacional Autónoma de México, de la Orquesta Sinfónica, siendo rector el Dr. Salvador Zubirán, y actuó como solista de la misma. Fue becada por el Gobierno Mexicano y posteriormente, a raíz del estreno de la película Carnegie Hall (1947), también por las empresas Artistas Unidos S.A. y XEQ (estación de radio), para estudiar en la Escuela Juilliard de Música en Nueva York, EUA, donde estudió bajo la dirección del maestro Alfred Mirovitch, graduándose con los máximos honores, recibiendo el título de Master of Science Degree in Music with major study in Piano, en mayo de 1951.

## Trayectoria
Inició su carrera de concertista tocando en The Town Hall de Nueva York con la aprobación de la crítica especializada. Más tarde, presentó numerosos recitales en la Unión Americana y actuó como solista de las Orquestas Sinfónicas de Indianápolis, San Diego y Nueva Jersey bajo la batuta de los maestros Fabien Sevitzky y James Sample.
En México participó en la séptima temporada de la Asociación Musical Manuel M. Ponce en la serie de Conciertos de la Juventud actuó como solista de la Orquesta Sinfónica Nacional, con Fabien Sevitzky al pódium y la entonces Orquesta Sinfónica de la UNAM bajo la dirección de los maestros José F. Vásquez y Edmond Appia, así como con las principales orquestas sinfónicas de la Provincia mexicana y bajo la dirección de maestros como José Rodríguez Frausto, y Francisco Savín, entre otros. Durante más de 10 años, organizó y tomó cursos de perfeccionamiento pianístico con el maestro Bernard Flavigny, quien en una entrevista dijo: "...se acercó a mí la pianista Holda Zepeda Novelo y me invitó a regresar para dar cursos de perfeccionamiento para concertistas. Ella coordinó todo, los primeros cursos tuvieron lugar en 1957 y fue una experiencia que se prolongó hasta 1968; duraban seis semanas y eran sólo para pianistas formados.".
Así mismo, tomó varios cursos en la Accademia Musicale Chigiana de Siena, Italia .

## Otras actividades
Trabajó en la Embajada de Estados Unidos en México como Asesora Musical, así como en el Instituto Mexicano Norteamericano de Relaciones Culturales, lo que le hizo ganar una Mención Honorífica de la Unión Mexicana de Cronistas de Teatro y Música en 1971 por su impulso a artistas nacionales, como Directora del Departamento Musical de dicho Instituto. 